# Kremerówka
Kremerówka (ukr. Кремерівка) – dawna wieś, obecnie część wsi Żyrawa na Ukrainie. Należy do rejonu żydaczowskiego w obwodzie lwowskim. Stanowi wschodnią część Żyrawy; ciągnie się wzdłuż drogi E50 w kierunku na Chodorów.
Gmina jednostkowa Kremerówka Kremerówka powstała za II Rzeczypospolitej, 1 kwietnia 1928, przez wydzielenie z gminy Żyrawa. Należała do powiatu bóbreckiego w woj. lwowskim. W związku z reformą scaleniową została 1 sierpnia 1934 roku włączona do nowo utworzonej wiejskiej gminy zbiorowej gminy Chodorów w tymże powiecie i województwie. 17 września 1934 utworzyła gromadę w gminie Chodorów, obejmującą miejscowości Kremerówka i Brzuchów.
Po wojnie wieś weszła w struktury administracyjne Związku Radzieckiego, gdzie została wcielona do Żyrawy.